# Luis Suárez
Luis Alberto Suárez Díaz (phát âm tiếng Tây Ban Nha: [ˈlwis ˈswaɾes]; sinh ngày 24 tháng 1 năm 1987) là một cầu thủ bóng đá chuyên nghiệp người Uruguay hiện đang thi đấu ở vị trí tiền đạo cắm cho câu lạc bộ Major League Soccer Inter Miami. Nổi tiếng với biệt danh "El Pistolero" là nhờ vào khả năng phối hợp đồng đội, khả năng dứt điểm, kiểm soát bóng tốt và lối chơi giàu kỹ thuật, anh được đánh giá là một trong những tiền đạo cắm xuất sắc nhất thế giới trong thế hệ của mình. Anh đã ghi hơn 500 bàn cho cả câu lạc bộ và quốc gia xuyên suốt sự nghiệp của mình.
Khi còn ở Ajax, chủ yếu anh chơi trong vai trò của một tiền đạo hỗ trợ phía dưới Klaas-Jan Huntelaar và sau này là Marko Pantelić. Với sự xuất hiện của Martin Jol ở Ajax, Suarez được chọn là đội trưởng, thay thế cho sự ra đi của Thomas Vermaelen. Vào năm 2010, Suarez được bầu là Cầu thủ xuất sắc nhất năm của bóng đá Hà Lan, kết thúc mùa giải cùng danh hiệu vua phá lưới với 35 bàn thắng (49 bàn trên mọi mặt trận). Cũng trong năm này, Suárez cũng có tên trong danh sách các cầu thủ ghi hơn 100 bàn thắng cho Ajax, bao gồm nhiều danh thủ huyền thoại như Johan Cruyff, Marco van Basten và Dennis Bergkamp. Ngày 28 tháng 1 năm 2011, Ajax đã đồng ý giá chuyển nhượng 22,8 triệu bảng (26,5 triệu euro) của Liverpool đưa ra. Suárez chính thức trở thành cầu thủ của Liverpool từ ngày 31 tháng 1. Vào ngày 11/7/2014, Liverpool xác nhận trên trang chủ đội bóng thương vụ Luis Suarez chuyển đến Barcelona đã hoàn tất với phí chuyển nhượng 111 triệu $ (£81.72 triệu). Ngày 24/9/2020, anh chuyển sang thi đấu cho Atlético Madrid với giá 6 triệu euro. Anh hiện tại là cầu thủ ghi nhiều bàn thắng nhất cho đội tuyển quốc gia Uruguay với 69 bàn thắng.

## Sự nghiệp câu lạc bộ

### Giai đoạn đầu
Ở Uruguay, Suárez chơi cho Club Nacional de Football. Trong quãng thời gian chơi cho đội bóng Uruguay, anh giành danh hiệu vô địch quốc gia vào năm 2006, ghi 12 bàn trong 29 lần ra sân.

### Groningen

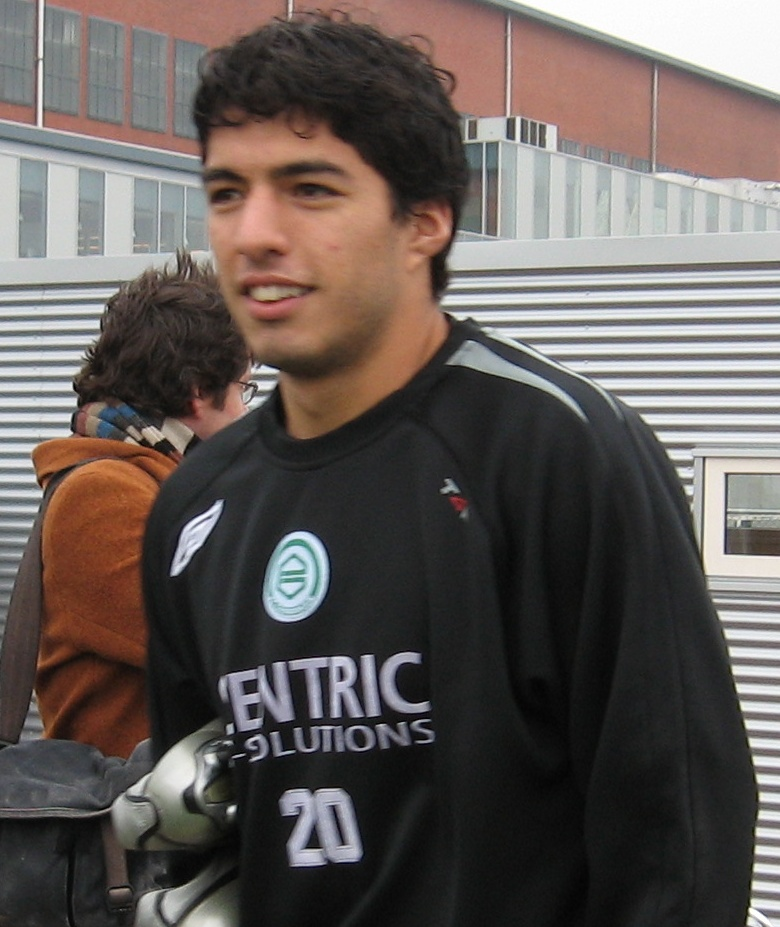
Suárez khi còn ở Groningen.

Sau thành công ở mùa giải đó, FC Groningen mua anh với mức giá 800.000 euro. Trong mùa giải đầu tiên ở châu Âu, Suárez thể hiện tốt ở Groningen, ghi 10 bàn trong 29 trận. Màn trình diễn ấn tượng này đã thu hút sự chú ý của một loạt các đội bóng châu Âu và ở mùa giải sau đó anh gia nhập Ajax Amsterdam với mức giá 7,5 triệu euro vào ngày 9 tháng 8 năm 2007.

### Ajax

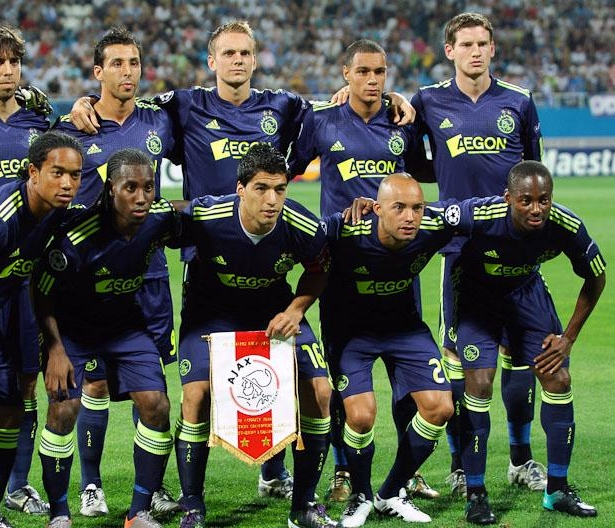
Suárez (với cờ đội của Ajax) trong vai trò đội trưởng của Ajax năm 2010.

Vụ chuyển nhượng ban đầu tưởng như không thành công khi Suárez mất trường hợp đặc biệt trước Uỷ ban trọng tài Hà Lan. Tuy nhiên, cùng ngày hôm đó, Ajax thông báo với Groningen rằng họ có thể sẽ trả giá cao hơn để mua cầu thủ này. Không có Suarez trong đội hình, Ajax vẫn vô địch cúp Johan Cruijff Shield ở đầu mùa giải 2007-08.
Suarez có trận ra mắt chính thức ở UEFA Champions League gặp Slavia Praha. Trong trận đó anh kiếm được một quả đá phạt đền cho Ajax, tuy nhiên Klaas-Jan Huntelaar đã đá hỏng nó. Ở trận ra mắt của anh ở Eredivise, anh ghi 1 bàn, có 3 đường kiến tạo và kiếm được một quả phạt đền, giúp Ajax thắng đội mới lên hạng De Graafschap 8-1. Trong trận đầu tiên anh chơi trên sân nhà Amsterdam ArenA, anh ghi 2 bàn nữa vào lưới SC Heerenveen để tiếp tục màn khởi đầu tuyệt vời trong màu áo Ajax. Anh sau đó lập cú hattrick cho đội bóng trong trận gặp Willem II, để đưa số bàn tổng cộng của anh cho Ajax lên con số 14 sau 27 trận. Anh kết thúc mùa giải đầu tiên cho Ajax với 20 bàn thắng trong 40 lần ra sân.
Suárez nhận được vô số sự chú ý tiêu cực ở mùa giải 2008-09, do số thẻ vàng quá lớn mà anh phải nhận. Anh phải nhận thẻ vàng thứ 7 trong trận gặp FC Utrecht trong chiến thắng 2-0 của Ajax, điều này khiến anh bị treo giò trong trận gặp ADO Den Haag. Anh kết thúc mùa giải 2008-09 với 22 bàn trong 31 trận ở giải nội địa, về đích thứ 2 trong danh sách các vua phá lưới, thua 1 bàn so với Mounir El Hamdaoui của AZ Alkmaar.

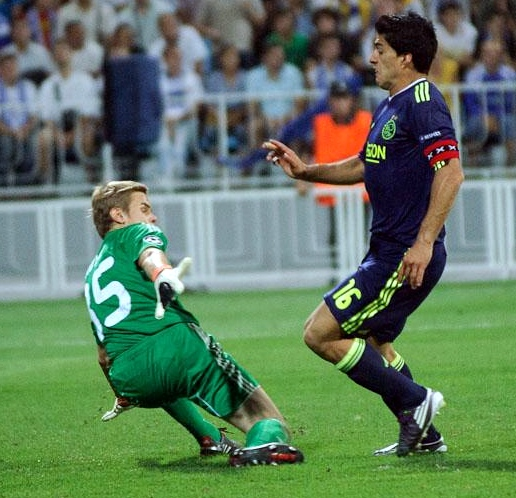
Suárez chơi cho Ajax trong trận đấu thuộc UEFA Champions League với Dynamo Kyiv năm 2010

Ở mùa giải 2009-10 anh ghi bàn thắng đầu tiên ở giải nội địa trong trận đấu thứ 2 gặp RKC Waalwijk vào ngày 8 tháng 8 năm 2009, ghi một hattrick trong chiến thắng 4-1, với bàn thắng thứ hai được ghi từ khoảng cách 25m. Anh ghi thêm bàn sau khi lập cú đúp vào lưới đối thủ kình địch PSV Eindhoven, mặc dù trận đó Ajax đã thua 4-3. Trong trận play-off lượt đi của Europa League, Suárez ghi 4 bàn trong chiến thắng 5-0 trước Slovan Bratislava vào ngày 20 tháng 8 năm 2009. Một tháng sau, vào ngày 20 tháng 9 năm 2009, Suárez bỏ lỡ 2 quả phạt đền khi Ajax đánh bại FC Timişoara 2-1 để vào tới vòng knockout của Europa League. Vào ngày 23 tháng 12 năm 2009, anh ghi 6 bàn trong trận đấu gặp đội nghiệp dư WHC ở cúp quốc gia Hà Lan để giúp Ajax thắng 14-1. Vào ngày 11 tháng 4 năm 2010, Suarez ghi 3 bàn trong hiệp 1 trận gặp VVV Venlo, lần này họ thắng 7-0. Suárez kết thúc mùa giải 2009-10 với danh hiệu vua phá lưới cùng 35 bàn (49 bàn trên mọi mặt trận) và là Cầu thủ xuất sắc nhất năm của bóng đá Hà Lan.

### Liverpool

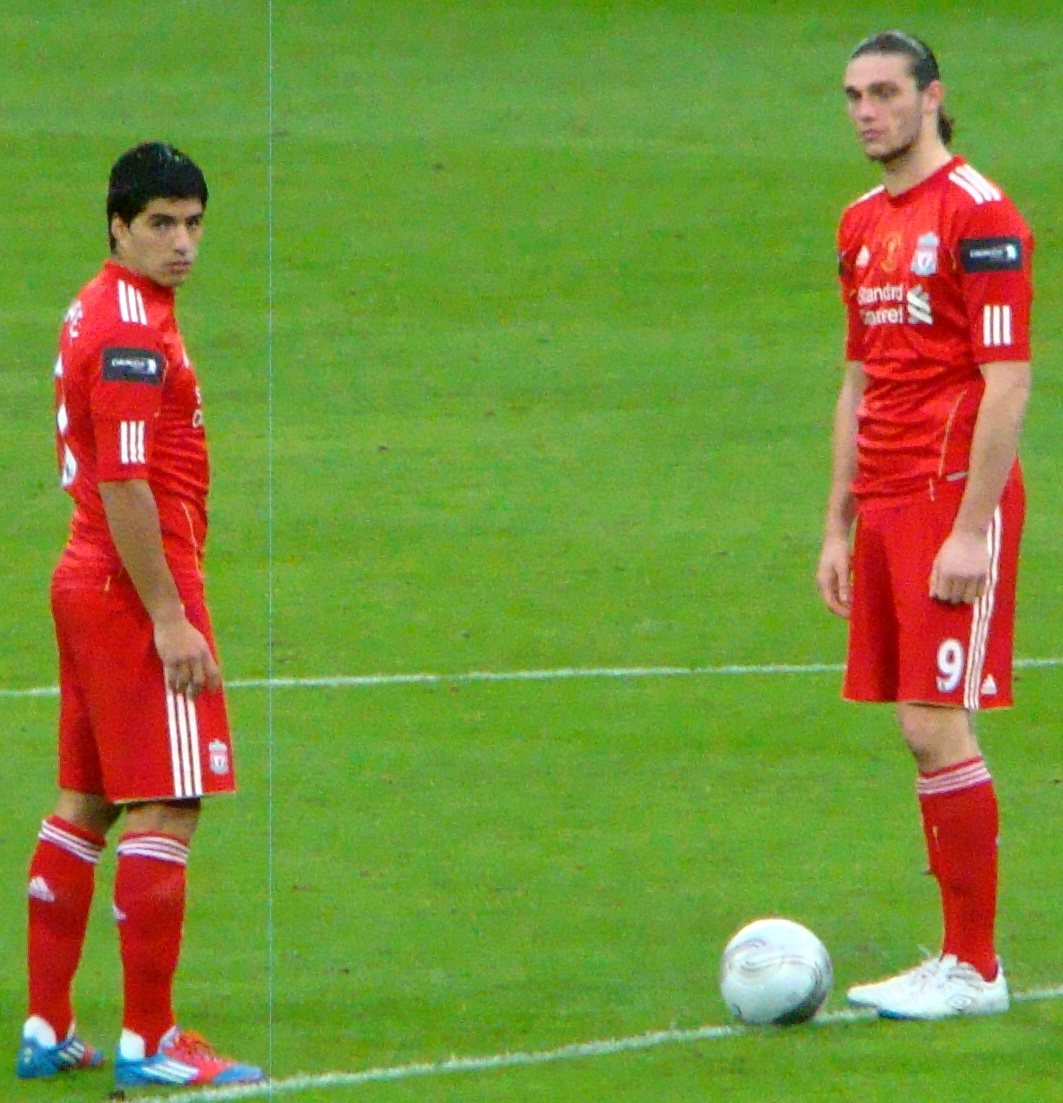
Suárez (trái) được Liverpool ký hợp đồng cùng ngày với Andy Carroll.

Ngày 28 tháng 1 năm 2011, Ajax đã đồng ý giá chuyển nhượng 22,8 triệu £ (26,5 triệu €) của Liverpool đưa ra. Ngày 29 tháng 1, Liverpool thông báo Suárez đã vượt qua được cuộc kiểm tra y tế tại câu lạc bộ. Ngày 31 tháng 1, hợp đồng giữa Suárez và Liverpool đã được chính thức ký kết, kéo dài 5 năm rưỡi. Tại Liverpool, anh sẽ khoác áo số 7.
Suárez có trận đấu đầu tiên cho Liverpool vào ngày 2 tháng 2 gặp Stoke City tại Anfield. Anh vào sân thay Fábio Aurélio và ghi bàn đầu tiên cho Liverpool 15 phút sau đó, ấn định chiến thắng 2-0.Với phong độ ấn tượng trong màu áo Liverpool,có thể tin Suarez sẽ là một trong những sát thủ hàng đầu thế giới sau vài năm nữa.
Và cho đến thời điểm này,sau 28 vòng đấu của giải Premier League mùa giải 2011-12, anh đã 6 lần nổ súng ở giải ngoại hạng và có được 10 bàn thắng ở tất cả các mặt trận, luôn lọt vào trong đội hình tiêu biểu nhờ phong độ ổn định, sự năng nổ nhiệt tình và đấy tinh quái, đổi lại anh cũng gặp tai tiếng, cụ thể là trong trận gặp Man Utd tháng 10/2011, Suárez được kỳ vọng tiếp tục tỏa sáng nhờ sẵn có phong độ rất cao. Nhưng sau màn đấu khẩu gay gắt giữa anh với Patrice Evra ở trận đấu đó, Suárez bị treo giò tám trận và phạt 40.000 bảng vì có hành vi phân biệt chủng tộc. Cả người hâm mộ lẫn đồng đội tại Liverpool đều lên tiếng bảo vệ tiền đạo con cưng của sân Anfield. Nhưng khi gặp lại Man Utd tại Old Trafford vào tháng 2/2012, Suárez tiếp tục làm xấu hình ảnh của chính anh khi từ chối bắt tay Patrice Evra.

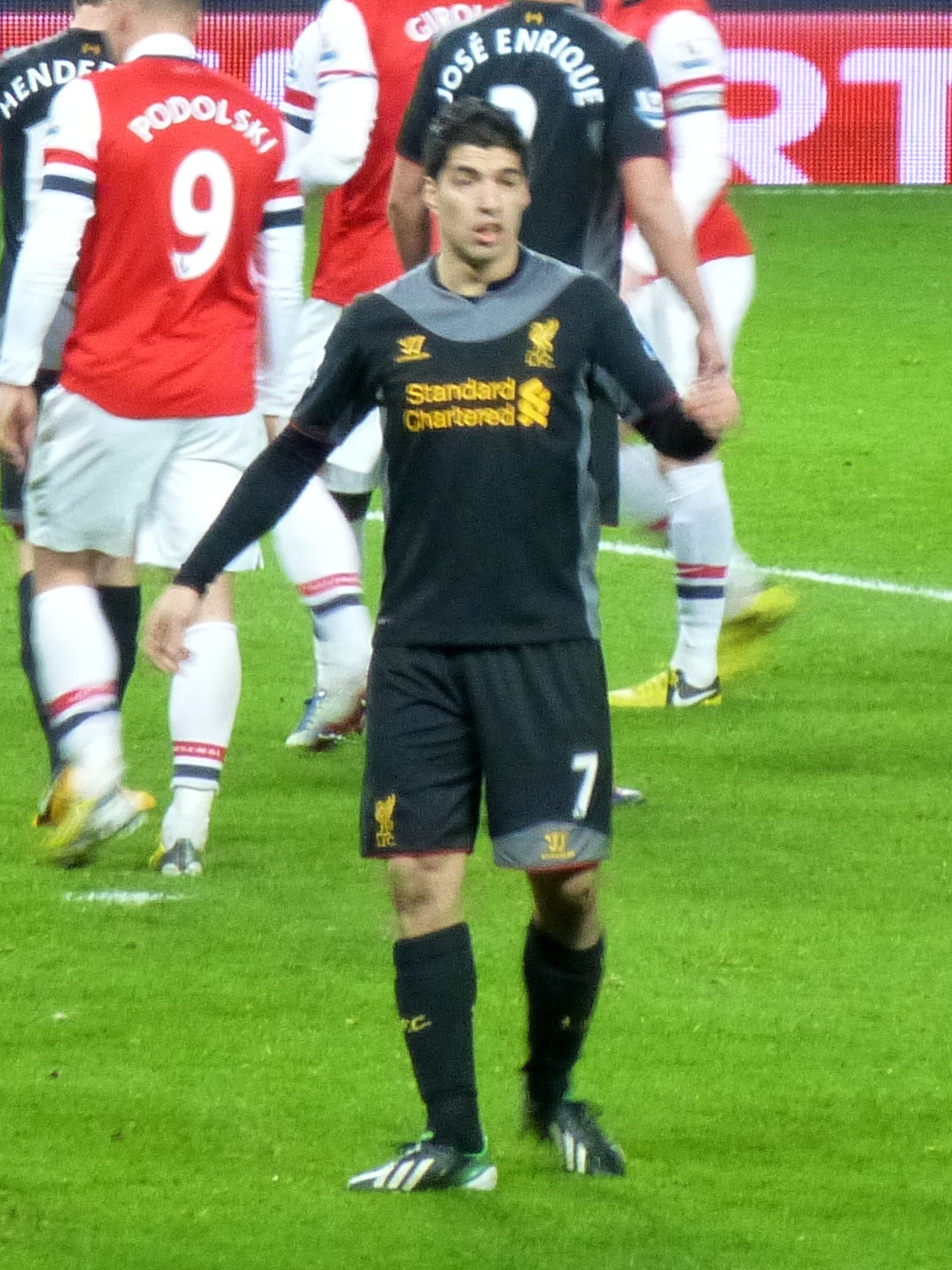
Suárez trong trận đấu với Arsenal tháng 1 năm 2013

Anh cũng đã để lại dấu ấn cho người hâm mộ với một tuyệt phẩm câu bóng qua đầu thủ môn của CLB Norwich city và là cầu thủ quan trọng nhất của Liverpool vào mùa giải 2012-13. Cũng trong mùa giải này, Suárez đã bị cấm thi đấu 10 trận vì lỗi cắn vào tay của hậu vệ Branislav Ivanović của Chelsea.
Mùa 2013-14 là mùa giải thành công nhất của anh khi ghi 31 bàn thắng để đoạt giải Vua phá lưới Ngoại hạng Anh( chia sẻ cùng Cristiano Ronaldo), Phong độ chói sáng của Suarez trong cả mùa giải được giới chuyên môn ghi nhận. Tiền đạo của Liverpool nhận danh hiệu Cầu thủ hay nhất mùa giải từ cả hai hội đồng bình chọn là Hiệp hội cầu thủ chuyên nghiệp và Hiệp hội nhà báo thể thao, tuy nhiên Liverpool phải chấp nhận về nhì sau Manchester City sau cú trượt chân tai tiếng của đội trưởng Steven Gerrard trước Chelsea Tiền đạo có biệt danh "răng thỏ" đã chơi 110 trận cho Lữ đoàn đỏ, ghi 70 bàn trước khi chuyển sang Barça hè 2014.
Việc Suárez chia tay Liverpool là điều khá bất ngờ, khi cuối năm 2013 mới gia hạn hợp đồng đến năm 2018, ăn lương cao nhất đội. Anh còn giúp đội bóng thành phố cảng nước Anh trở lại đấu trường Champions League danh giá.

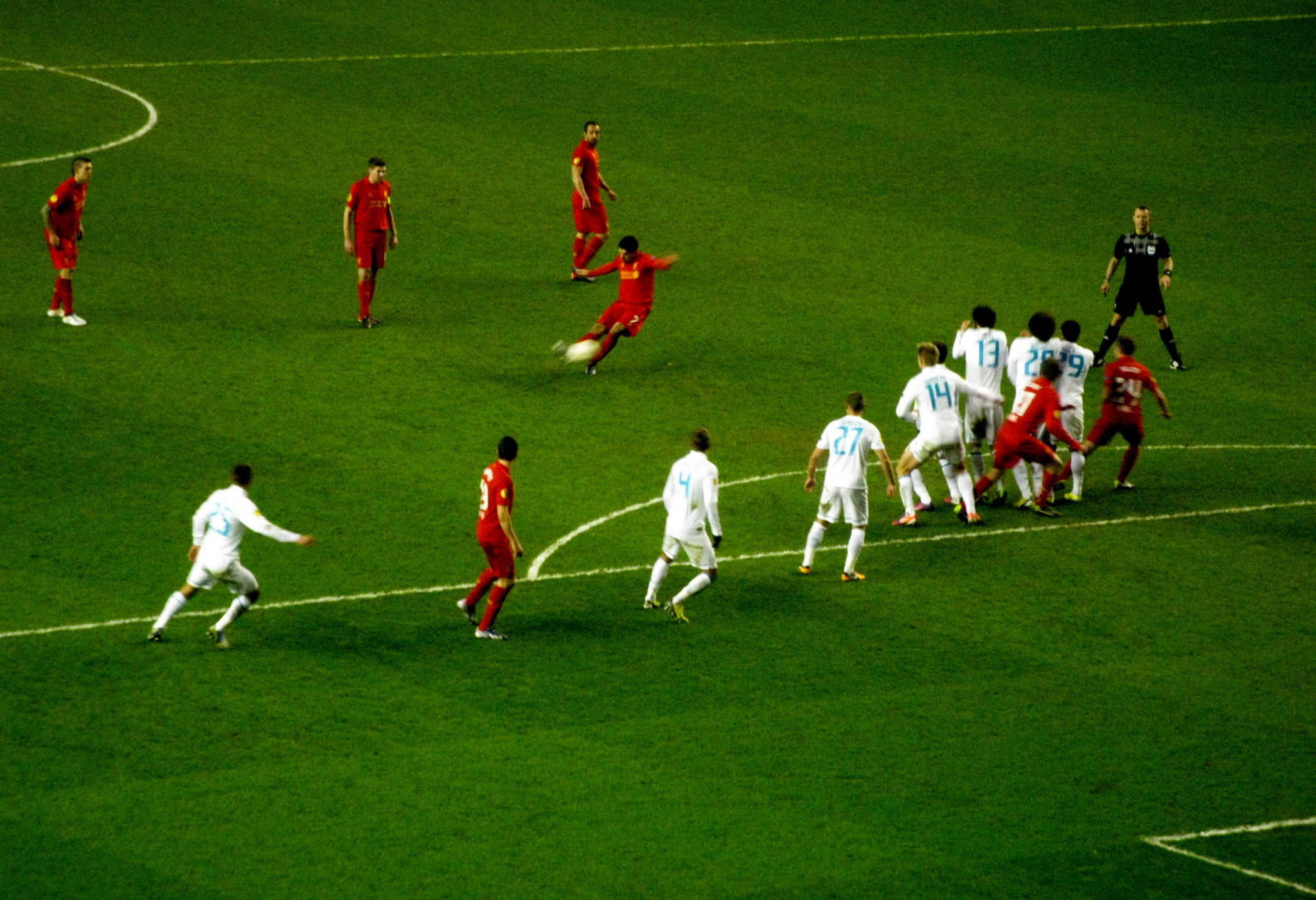
Suárez sắp ghi bàn từ cú đá phạt từ khoảng cách 32m vào lưới Zenit Saint Petersburg, bàn thắng thứ hai của anh trong chiến thắng 3–1, tháng 3 năm 2013

Suárez lý giải nguyên nhân rời Liverpool trong bức thư mới nhất gửi người hâm mộ: "Tôi mong các bạn hiểu được vì sao tôi đã chọn quyết định này. Đội bóng đã làm mọi cách để thuyết phục tôi ở lại, nhưng việc được chơi bóng và sống tại Tây Ban Nha, nơi gia đình vợ tôi sống, là một ước mơ và tham vọng suốt cuộc đời. Tôi tin rằng đây là thời điểm phù hợp. Tôi chúc Brendan Rodgers và cả đội một tương lai tươi sáng. Đội bóng đang được điều hành tốt và tôi chắc chắn họ sẽ tiếp tục thành công trong mùa sau. Tôi rất tự vào vì đã được đóng góp đưa Liverpool trở lại vị trí đội bóng lớn của Premier League, và đặc biệt là trở lại Champions League. Xin cảm ơn một lần nữa vì những kỷ niệm tuyệt vời".
"Chúng tôi cảm ơn Luis vì những gì anh đã cống hiến, mang cơ hội dự Champions League trở lại sân Anfield. Mọi người ở Liverpool chúc Luis và gia đình anh nhiều sức khỏe trong tương lai", thông báo của Liverpool có đoạn.

### Barcelona

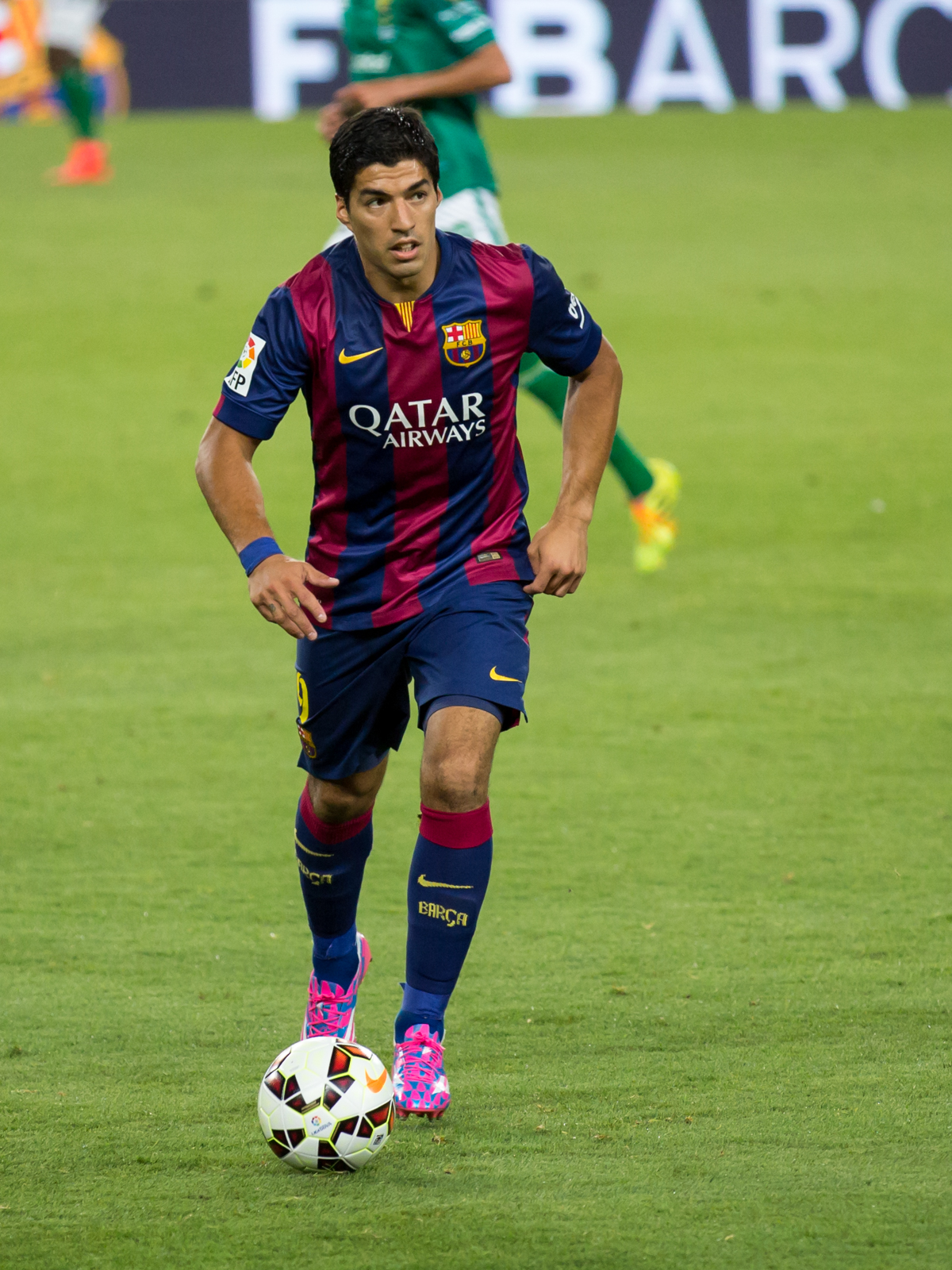
Suárez thi đấu cho Barcelona năm 2014.

Suárez đã có ý định rời Liverpool từ hè năm 2013 nhưng vì một vài lý do và nghe lời đội trưởng Steven Gerrard và quyết đinh ở lại Liverpool thêm một mùa nữa. Vào ngày 11/7/2014, Liverpool xác nhận trên trang chủ đội bóng thương vụ Luis Suarez chuyển đến Barcelona đã hoàn tất với phí chuyển nhượng 111 triệu $ (£81.72 triệu). Các điều khoản đã được các bên đồng ý cách đây hơn một tuần nhưng cho đến khi tiền đạo Alexis Sánchez chuyển đến Arsenal, thương vụ này mới được công bố. Suarez sẽ mang áo số 9 ở sân Camp Nou. Dù chuyển đến Barca, tiền đạo người Uruguay vẫn phải chấp hành án cấm thi đấu bốn tháng vì hành vi cắn vai trung vệ Giorgio Chiellini tại World Cup 2014. Anh cũng không được tập luyện với đồng đội và không thể vào sân xem thi đấu.

#### Mùa 2014/15

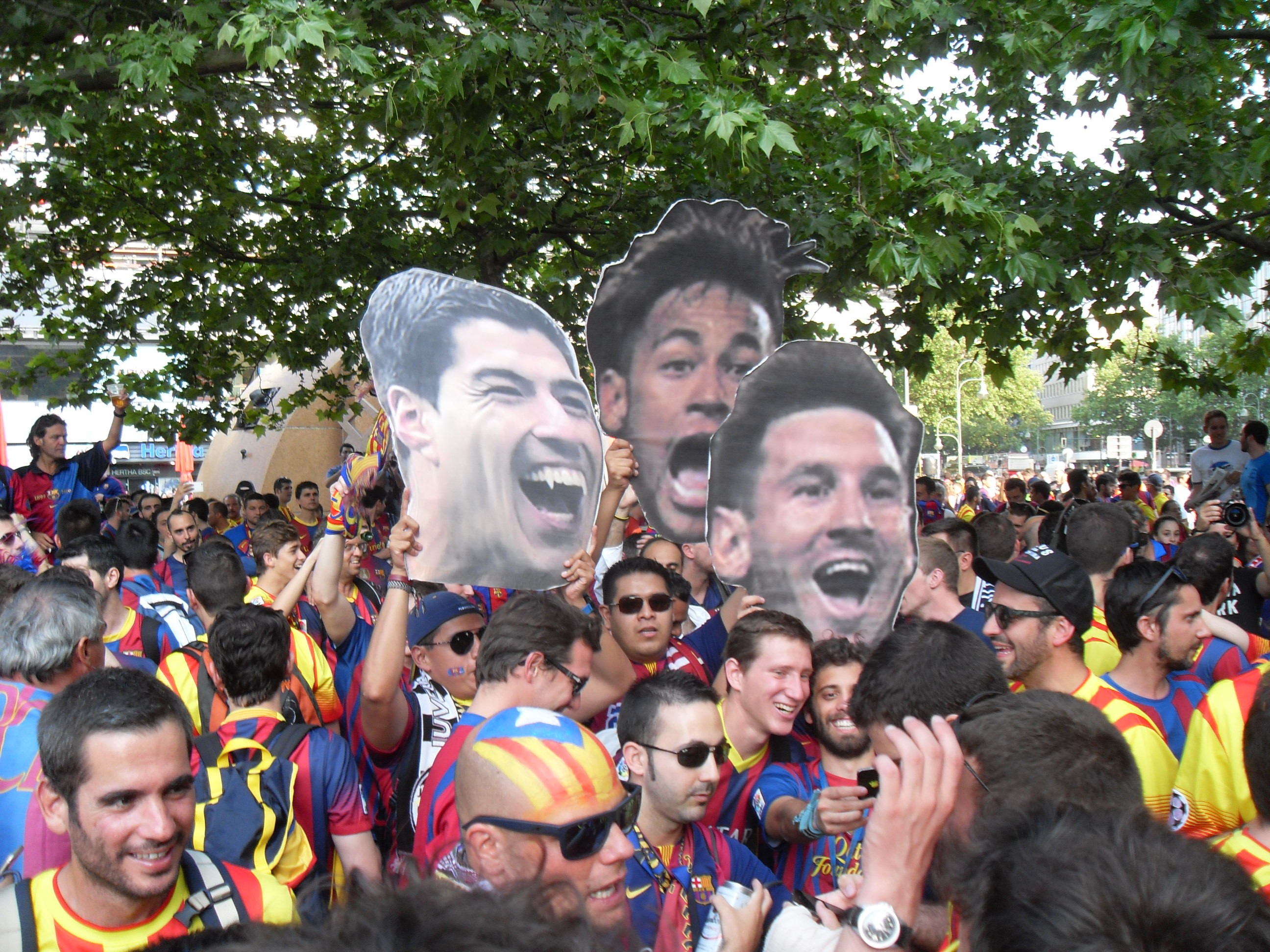
Người hâm mộ Barcelona trước trận chung kết UEFA Champions League 2015 tại Berlin giơ cao hình ảnh bộ ba tấn công Messi, Suárez và Neymar (MSN)

Ngay mùa bóng đầu tiên tại đây, anh đóng góp 25 bàn thắng và 20 pha kiến tạo trên mọi đấu trường. Bộ ba tấn công của Barcelona gồm Messi, Suárez và Neymar bộ ba tam tấu được mệnh danh hay nhất trong lịch sử bóng đá thế giới hay còn được gọi tắt là "MSN", kết thúc với 122 bàn thắng, nhiều nhất trong một mùa giải cho bộ ba tấn công trong lịch sử bóng đá Tây Ban Nha, giúp Barca giành cú ăn 6 lần thứ 2,bao gồm La Liga, Copa del Rey, UEFA Champions League, cúp nhà vua.

#### Mùa 2015/16

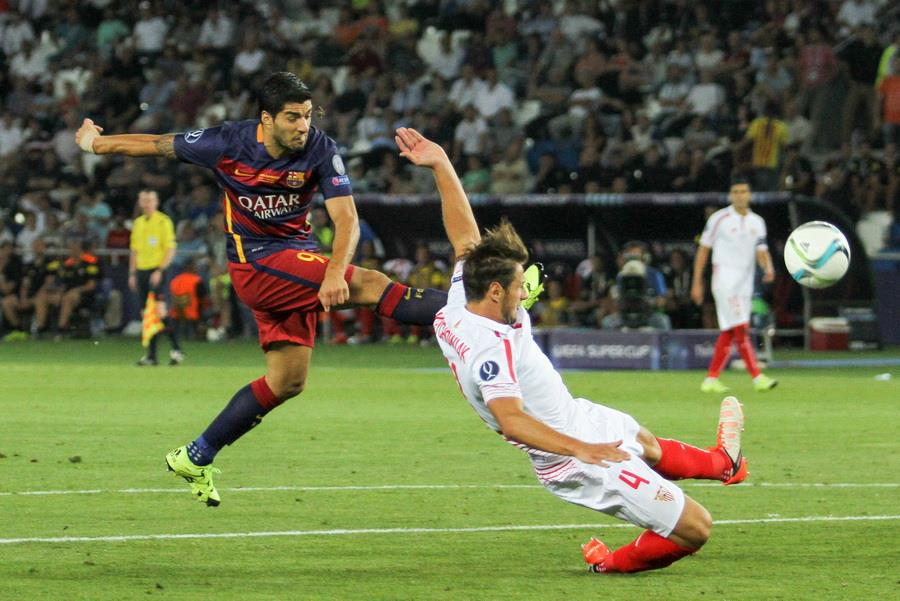
Suárez ghi bàn vào lưới Sevilla trong trận Siêu cúp châu Âu 2015

Suárez kết thúc mùa bóng với 40 bàn thắng sau 35 trận, đoạt danh hiệu Pichichi, Ba bàn thắng được ghi bởi Lionel Messi và Luis Suárez đã giúp đương kim vô địch châu Âu vượt qua nhà vô địch Nam Mỹ River Plate với tỷ số 3-0 trong trận chung kết FIFA Club World Cup  để lần thứ ba đăng quang tại đấu trường này, cùng với chức vô địch La Liga thứ 2 liên tiếp, cup Nhà vua TBN, siêu cup TBN. Tổng cộng anh ghi 59 bàn thắng tại mọi giải đấu, bộ ba MSN phá sâu kỷ lục ghi nhiều bàn nhất với 131 bàn.

#### Mùa 2016/17
Anh ra sân 51 lần và ghi được 37 bàn thắng và 18 kiến tạo. Đây là một mùa giải không thành công của Barca khi chỉ mang về một chức vô địch cup nhà vua Tây Ban Nha.

#### Mùa 2017/18
Thêm một mùa giải không thành công của Suárez nói riêng và tập thể Barca khi chỉ dành được cú đúp quốc nội với bộ ba tam tấu "MSN" chỉ còn Suárez  và Messi, Neymar đã chuyển sang PSG từ hè 2017 và lại thêm một mùa giải thất bại ở đấu trường C1 khi họ thua ngược  A.S. Roma ở vòng tứ kết bởi luật bàn thắng sân khách (3-0) sau khi thắng 4-1 ở điểm tựa Camp Nou, mùa này anh ra sân 51 lần trên mọi đấu trường ghi 31 bàn kiến tạo 19 bàn.

#### Mùa 2018/19

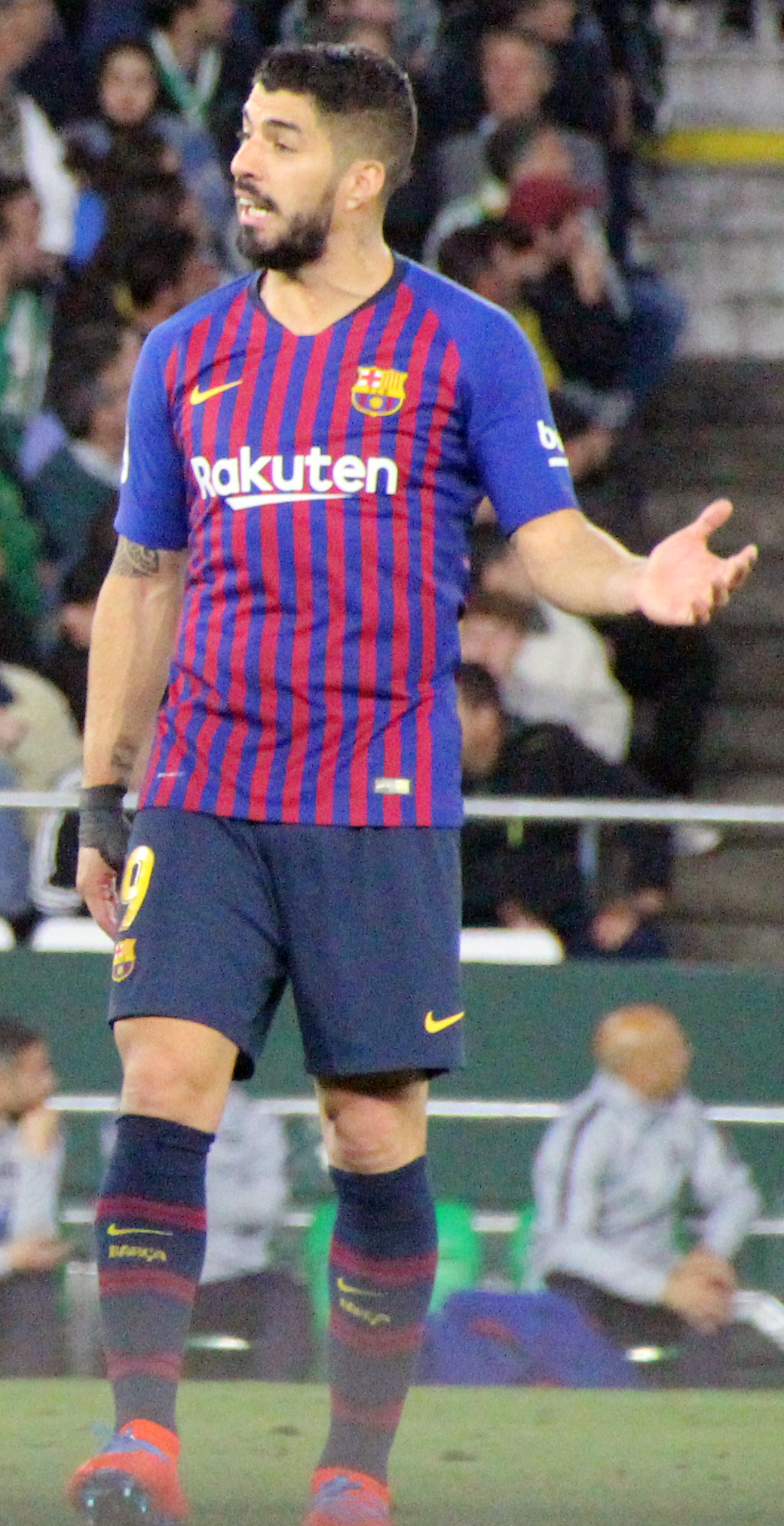
Suárez chơi cho Barcelona năm 2019

Một mùa giải tương đối thành công của Suárez nói riêng và tập thể Barca nói chung khi giải được cú ăn ba cup nội là Laliga, Cup nhà vua Tây Ban Nha, Siêu cúp Tây Ban Nha lịch sử tiếp diễn ở đầu trường quốc tế cụ thể là cup C1 khi họ thắng 3-0 ở trận lượt đi bán kết ở sân nhà Camp Nou và thua ngược Liverpool 4-0 ở Anfield, mùa 18/19 vấn đề càng lộ rõ với Súarez là vấn đề tuổi tác khi anh đã luống tuổi và không giữ được vóc dáng cần có mùa này anh ra sân 49 lần ghi được 25 bàn 13 kiến tạo.

#### Mùa 2019/20
Thêm một mùa giải trắng tay trên mọi đấu trường của FC Barcelona. Mùa giải này chân sút người Uruguay đã sa sút rất nhiều, đôi khi anh vẫn tỏa sáng với những bàn thắng đẳng cấp nhưng đó chỉ là khoảng khắc của một ngôi sao. Sau thất bại tan nát trước Bayern Munich 2-8 ở tứ kết C1, Barca quyết định cải tổ và đưa về Ronald Koeman, và anh nghiễm nhiên phải ra đi, điểm đến đầu tiên là Juventus nhưng do một vài vấn đề thương vụ bị đổ bể và anh chuyển đến Atletico Madrid với giá trị chuyển nhượng là 6 triệu euro. Mùa này anh thi đấu cho Barca 36 trận, ghi 24 bàn kiến tạo 12 bàn. Sau sáu năm chơi bóng cho FC Barcelona, anh ra sân 283 trận ghi 198 bàn nhiều thứ 3 trong lịch sử câu lạc bộ.

### Atlético Madrid

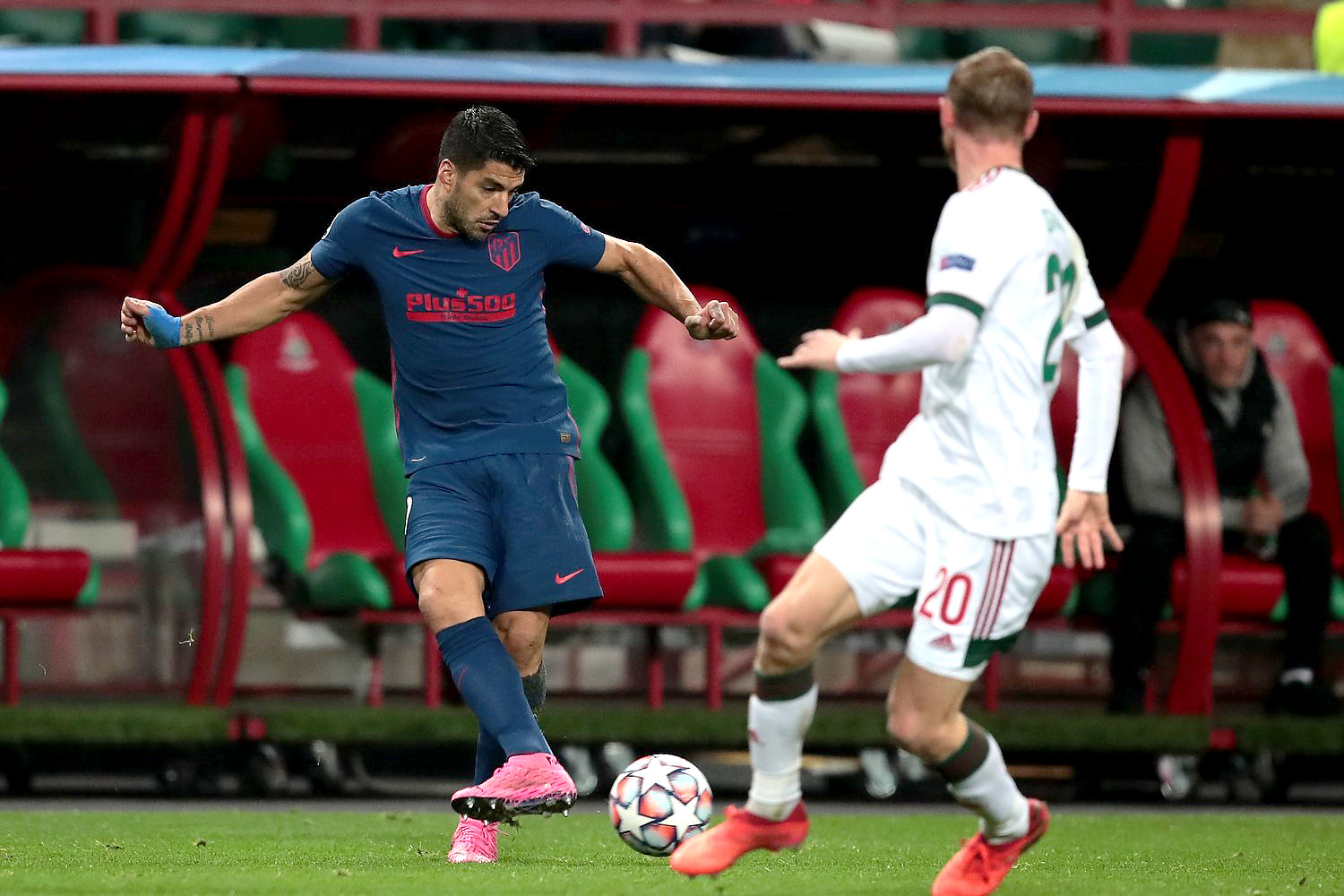
Suárez (trái) chơi cho Atlético trong trận đấu với Lokomotiv Moscow tại vòng bảng UEFA Champions League 2020–21

#### Mùa 2020/21
Suárez gia nhập Atlético Madrid với mức giá khoảng 6 triệu euro cùng hợp đồng 2 năm, trước đó Suarez phải ra đi do tân HLV Barça Ronald Koeman tiến hành cải tổ lực lượng, và xác định anh không phù hợp với lối chơi mà ông xây dựng. Tiền đạo 33 tuổi thoạt đầu được liên hệ sang Juventus, nhưng thương vụ bất thành do Suárez gặp trục trặc trong việc xin quốc tịch Ý. Trong mùa đầu tiên tại đây, anh ghi 21 bàn giúp đội vô địch La Liga lần thứ 11  và là danh hiệu La Liga đầu tiên của đội bóng sau 7 năm, đặc biệt ở vòng cuối trên sân khách trước Valladolid, Súarez ghi bàn ấn định chiến thắng 2-1. Với chức vô địch này, Suarez đã có danh hiệu thứ 5 ở giải đấu cao nhất Tây Ban Nha, trước đó anh có 4 lần vô địch cùng Barca. Đây cũng là danh hiệu thứ 19 trong suốt sự nghiệp thi đấu của tiền đạo này.
Mùa 2021/22
Mùa giải cuối cùng của Suarez tại Atletico là mùa 2021-22 trước khi rời đội bóng vào mùa hè 2022 và trở về quê nhà trong màu áo cũ là trở về National - đội bóng đầu tiên của Suarez trong sự nghiệp chuyên nghiệp sau khi rời Tây Ban Nha để dưỡng già và hưởng thụ những năm tháng cuối cùng trong sự nghiệp.

### Grêmio

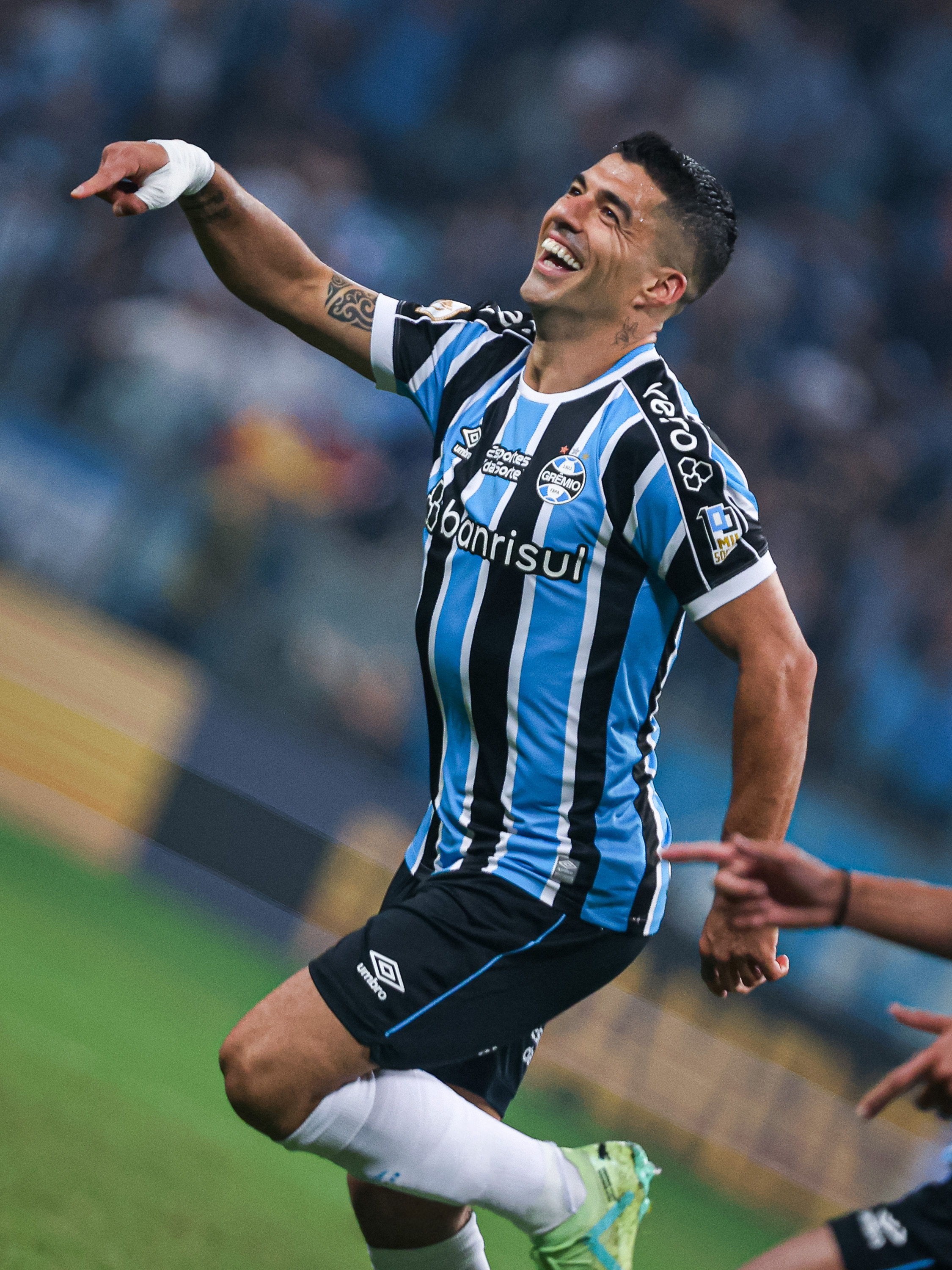
Suárez ăn mừng một trong những bàn thắng cho Grêmio ở trận derby Grenal với Internacional vào tháng 5 năm 2023

Thi đấu cho National một mùa duy nhất thì Suarez chuyển tới Grêmio của Brazil vào năm 2023. Trong thời gian khoác áo câu lạc bộ, anh ghi được 17 bàn thắng và 11 pha kiến tạo, tổng cộng có 28 lần đóng góp bàn thắng trong 33 trận đấu góp công giúp đội về nhì chung cuộc ở Campeonato Brasileiro. Anh ấy là người dẫn đầu về số lần tham gia ghi bàn trong cuộc thi, đưa Grêmio trở thành á quân trong giải vô địch. Vào tháng 12, Suárez được bầu là Cầu thủ xuất sắc nhất Brasileirão và được ESPN Brazil trao tặng giải thưởng Bola de Ouro.

### Inter Miami CF

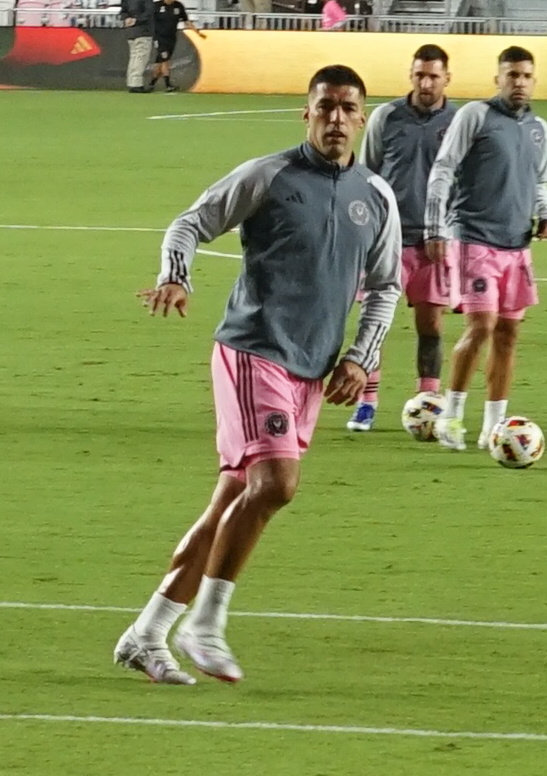
Suárez tập luyện cho Inter Miami trước trận mở màn mùa giải gặp Real Salt Lake trong trận đấu đầu tiên của anh ấy tại mùa giải MLS 2024

Ngày 23 tháng 12 năm 2023, trên trang chủ của Inter Miami thông báo đã chiêu mộ thành công Suarez về câu lạc bộ với thời hạn hợp đồng 1 năm, sau khi anh rời Grêmio.

## Sự nghiệp quốc tế

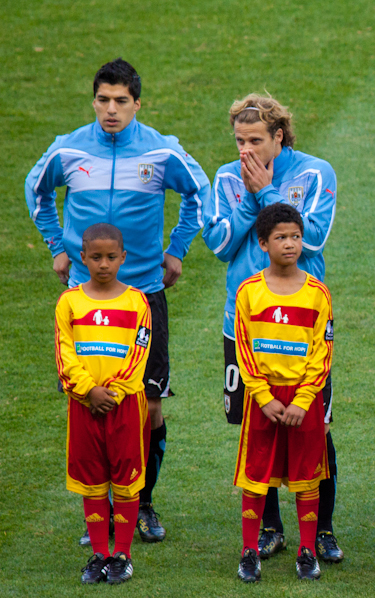
Suárez (trái) cùng Diego Forlán ở World Cup 2010.

Suárez có trận ra mắt cho đội tuyển bóng đá quốc gia Uruguay vào ngày 8 tháng 2 năm 2007 trong chiến thắng 3-1 trước đội tuyển bóng đá quốc gia Colombia. Anh bị đuổi khỏi sân trong trận này. Suárez kể từ đó luôn tham dự cùng đội tuyển Uruguay ở mọi giải đấu và ra sân từ đầu trong 4 trận đầu tiên ở vòng loại World Cup 2010. Anh ghi 2 bàn trong 4 trận, vào lưới các đối thủ Bolivia và Chile, cùng Diego Forlán trở thành cặp tiền đạo lợi hại.

### World Cup 2010
Vào ngày 1 tháng 6 năm 2010, huấn luyện viên Óscar Tabárez cho biết Suárez sẽ được cùng đội tuyển tham dự World Cup 2010. Suárez ra sân từ đầu trong cả ba trận đấu của Uruguay ở vòng bảng. Vào ngày 22 tháng 6, anh ghi bàn đầu tiên trong trận gặp Mexico giúp Uruguay đứng đầu bảng A. Vào ngày 26 tháng 6, anh lập cú đúp vào lưới Hàn Quốc trong chiến thắng 2-1 giúp đội tuyển lọt tới vòng tứ kết lần đầu tiên kể từ World Cup 1970.
Vào ngày 2 tháng 7, trong trận tứ kết gặp Ghana, Suárez cố tình cản bóng bằng tay ở phút cuối cùng của hiệp phụ thứ 2, từ chối bàn thắng của Ghana. Ngay lập tức anh phải nhận thẻ đỏ cho hành động này và một quả penalty được đưa ra nhưng tiền đạo Asamoah Gyan của Ghana lại đá hỏng và sau đó Uruguay thắng 4-2 trên chấm phạt đền để vào bán kết. Phát biểu sau trận đấu, Suárez đã gọi pha cản phá bằng tay của mình là "bàn tay của Chúa". Anh được anti-fan gọi là "Quái vật" kể từ đó FIFA quyết định cấm thi đấu 1 trận đối với Suaréz do đó anh đã không thể tham dự trận bán kết với Hà Lan. Trong trận tranh huy chương đồng với Đức, Suárez không ghi bàn nhưng đã có pha kiến thiết thành bàn cho Edinson Cavani gỡ hoà 1-1.

### Copa América 2011

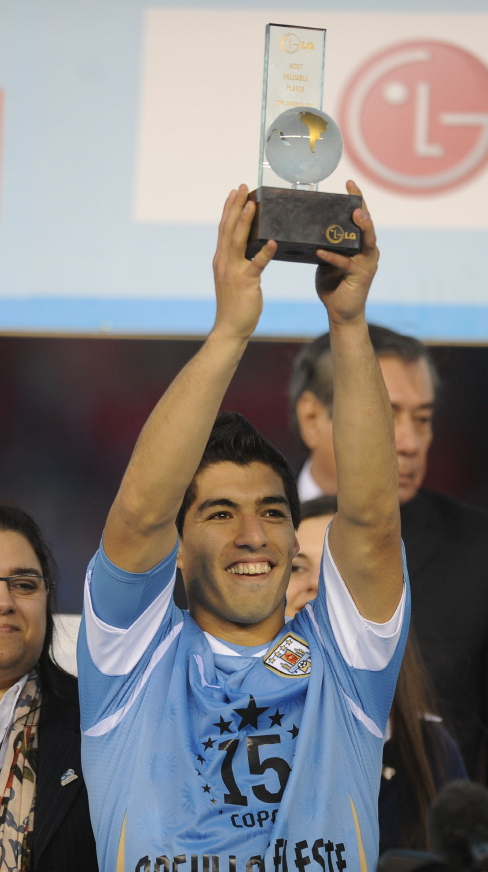
Suárez được vinh danh là cầu thủ xuất sắc nhất của Copa América 2011

Suárez tiếp tục có tên trong danh sách 23 cầu thủ đội tuyển Uruguay tham dự Copa América 2011 tổ chức tại Argentina. Ngày 4 tháng 7 năm 2011, trong trận đầu tiên tại giải với Peru, anh ghi bàn gỡ hòa 1-1 ở cuối hiệp 1 và đây cũng là tỉ số chung cuộc của trận đấu. Ngày 19 tháng 7, trong trận bán kết với chính Peru, Suárez tỏa sáng với một cú đúp mang về chiến thắng 2-0 và đưa Uruguay lọt vào trận chung kết. Trong trận chung kết với Paraguay, anh ghi bàn thắng mở tỉ số ở phút 13, Uruguay giành chiến thắng chung cuộc 3-0 và có chức vô địch Copa América lần thứ 15 trong lịch sử. Suárez sau đó cũng nhận giải Cầu thủ xuất sắc nhất Copa América 2011.

### Thế vận hội Mùa hè 2012
Ngày 9/7/2012,anh cùng đồng đội ở Liverpool là Sebastián Coates được chọn vào đội tuyển Olympic Uruguay tham gia Thế vận hội Mùa hè 2012.Ở trận đấu mở màn với Chile,Suarez lập một cú hat-trick giúp đội lội ngược dòng khi thua 0-2 rồi lại thắng 6-4 đầy kịch tính. Là một trong 3 cầu thủ lớn tuổi nhất của Uruguay,Suarez sẽ là đội trưởng cho những trận đấu ở Thế vận hội.Sau trận thắng Các Tiểu Vương quốc Ả Rập Thống nhất,Uruguay bị đánh bại bởi ĐT Senegal và Đế quốc Anh,Uruguay bị loại ngay từ vòng 1,Suarez không thể ghi thêm bàn thắng.

### Cúp Liên đoàn các Châu lục 2013
Anh được chọn vào đội hình của ĐT Uruguay để tham dự giải ở Brasil.Anh ghi một bàn thắng tuyệt đẹp trên cú đá phạt trực tiếp từ khoảng cách hơn 25m nhưng vẫn không thể giúp Uruguay chiến thắng trước ĐT Tây Ban Nha.Anh cũng lập cú đúp trong chiến thắng 8-0 trước Tahiti.

### World Cup 2014

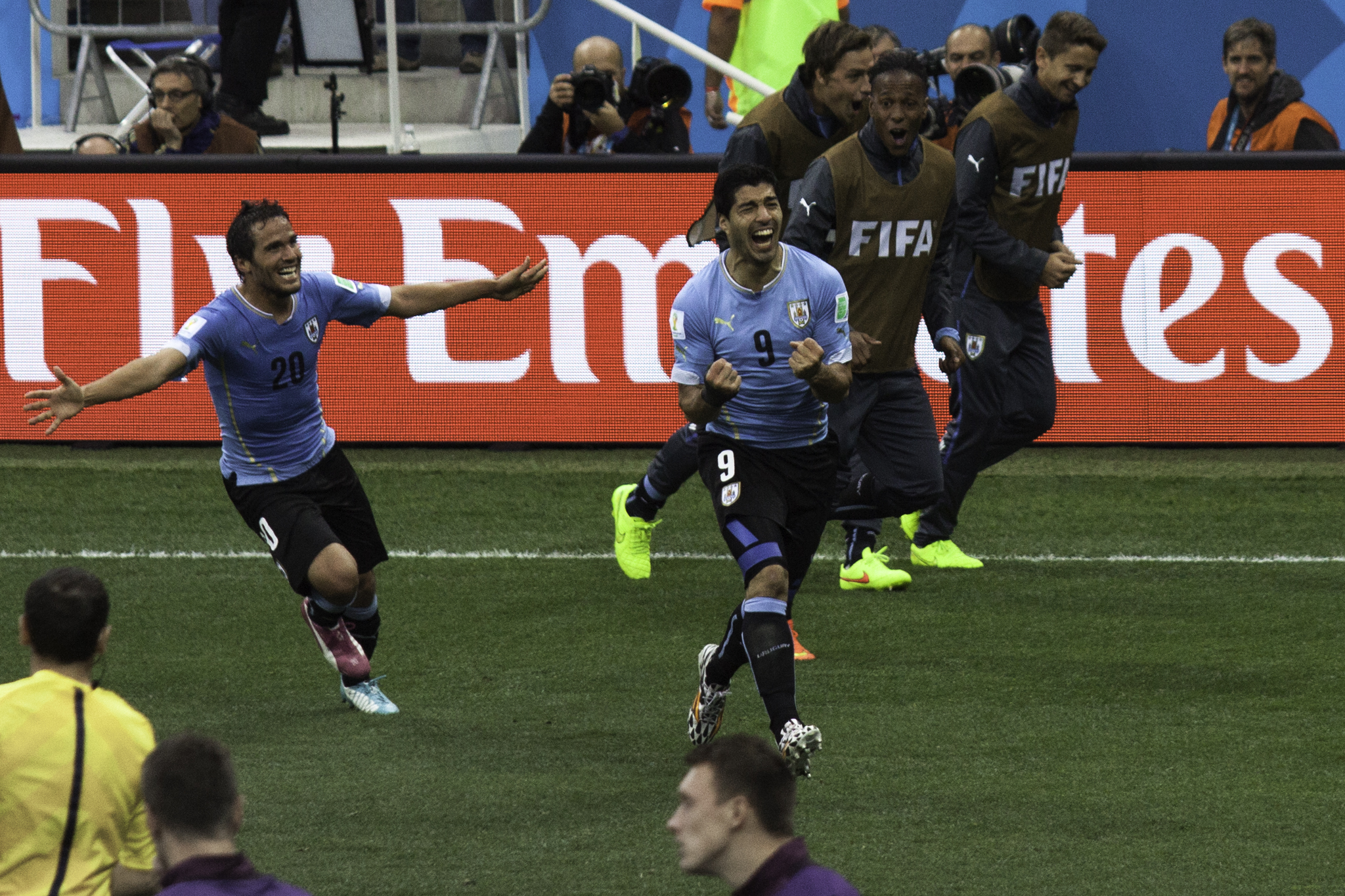
Suárez (giữa) ăn mừng một trong hai bàn thắng của anh vào lưới đội tuyển tại FIFA World Cup 2014

Anh tỏa sáng trong chiến thắng 2-1 trước Đội tuyển bóng đá Anh, nhưng trong trận đấu với Ý, khi hầu hết các cầu thủ còn mải nhìn theo trái bóng thì Luis Suarez bất ngờ di chuyển tới vị trí của Chiellini và cắn vào vai trung vệ này. Lập tức, Chiellini phản ứng bằng cách vung mạnh tay và trúng vào miệng chân sút bên phía Uruguay đồng thời cả hai lăn ra sân. Kết quả, Suarez đau đớn ngồi ôm bộ răng cửa trong khi vai của Chiellini còn in hằn dấu răng của tiền đạo 27 tuổi. Thậm chí, trung vệ của Italia còn bê nguyên bờ vai ra cho trọng tài chính Marco Rodriguez xem để đòi có một án phạt thích đáng cho hành động rất thiếu fair-play của Suarez. Tuy nhiên ông Rodriguez và các cộng sự đã nói không. Chung cuộc Uruguay thắng Ý 1-0, sau đó thua Colombia 0-2.

### World Cup 2018

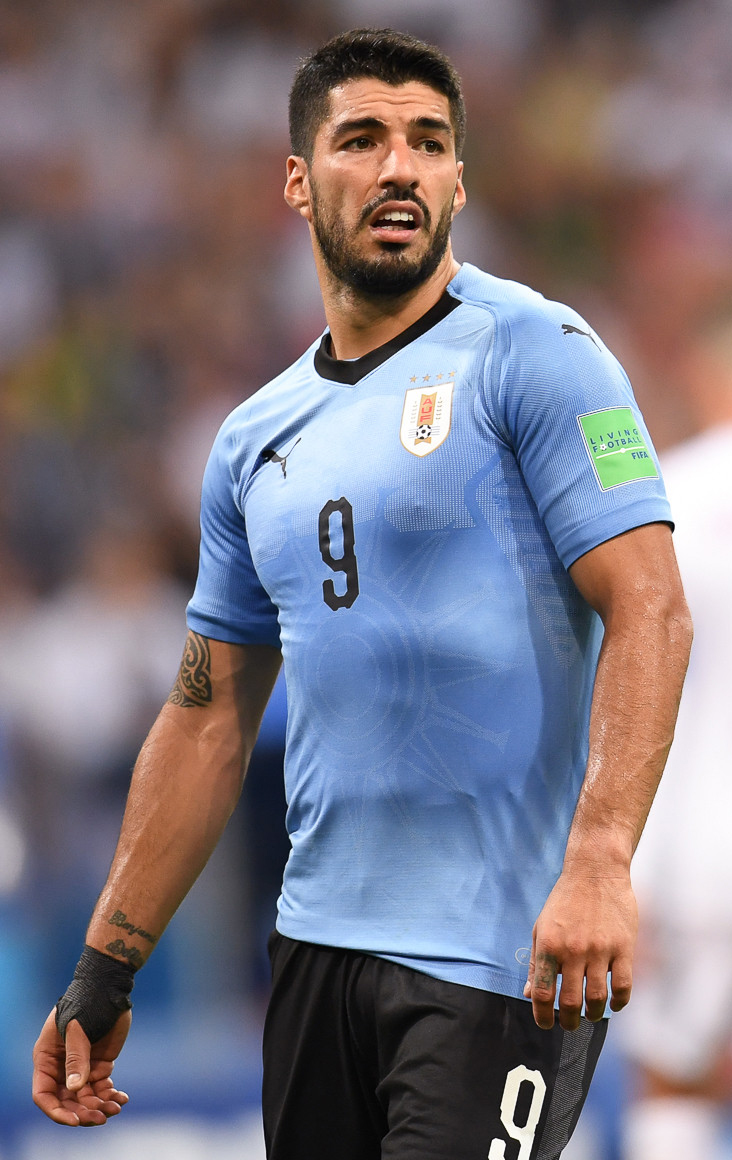
Suárez chơi trong trận đấu gặp ở vòng 16 đội FIFA World Cup 2018

Anh tiếp tục có tên trong danh sách 23 cầu thủ Uruguay tham dự World Cup 2018 diễn ra tại Nga. Ở lượt trận thú hai bảng A gặp Ả Rập Xê Út, Suárez ghi bàn thắng duy nhất của trận đấu với tỉ số tối thiểu 1-0. Ở lượt trận cuối cùng gặp chủ nhà Nga, anh là người bàn thắng mở tỉ số trước trong tình cảnh chủ nhà Nga chỉ còn thi đấu với 10 người, chung cuộc Uruguay vượt qua Nga với tỉ số 3-0. Tại vòng 16 đội, anh tạt bóng cho Edinson Cavani mở tỷ số, giúp Uruguay thắng Bồ Đào Nha 2-1. Đội tuyển Uruguay sau đó lọt vào tứ kết nhưng để thua Pháp với tỉ số 0-2.

### Copa América 2019
Tại Copa América 2019 tổ chức tại quốc gia láng giềng Brasil, Suárez có bàn thắng đầu tiên của anh tại giải đấu này với tỉ số đậm 4-0 trước Ecuador. Ở lượt thứ hai bảng C, anh tiếp tục có thêm bàn thắng từ chấm phạt đền giúp Uruguay có được trận hòa 2-2 trước đại diện châu Á là Nhật Bản. Đội tuyển Uruguay sau đó lọt vào tứ kết nhưng thất bại 4-5 trước Peru ở loạt sút penalty, trong đó Suárez đá hỏng quả 11m ở lượt sút đầu tiên.

### World Cup 2022
Tại World Cup 2022 Suárez có đóng góp, kiến tạo trong hai bàn thắng vào lưới Ghana ở lượt trận cuối vòng bảng giúp đội tuyển Uruguay có chiến thắng 2-0. Tuy nhiên chiến thắng này không đủ giúp Suarez và các đồng đội vào vòng 16 đội khi ở trận đấu cùng giờ Hàn Quốc đã bất ngờ đánh bại Bồ Đào Nha với tỷ số 2-1 khiến Uruguay chỉ đứng thứ 3 tại bảng đấu và bị loại

## Phong cách thi đấu

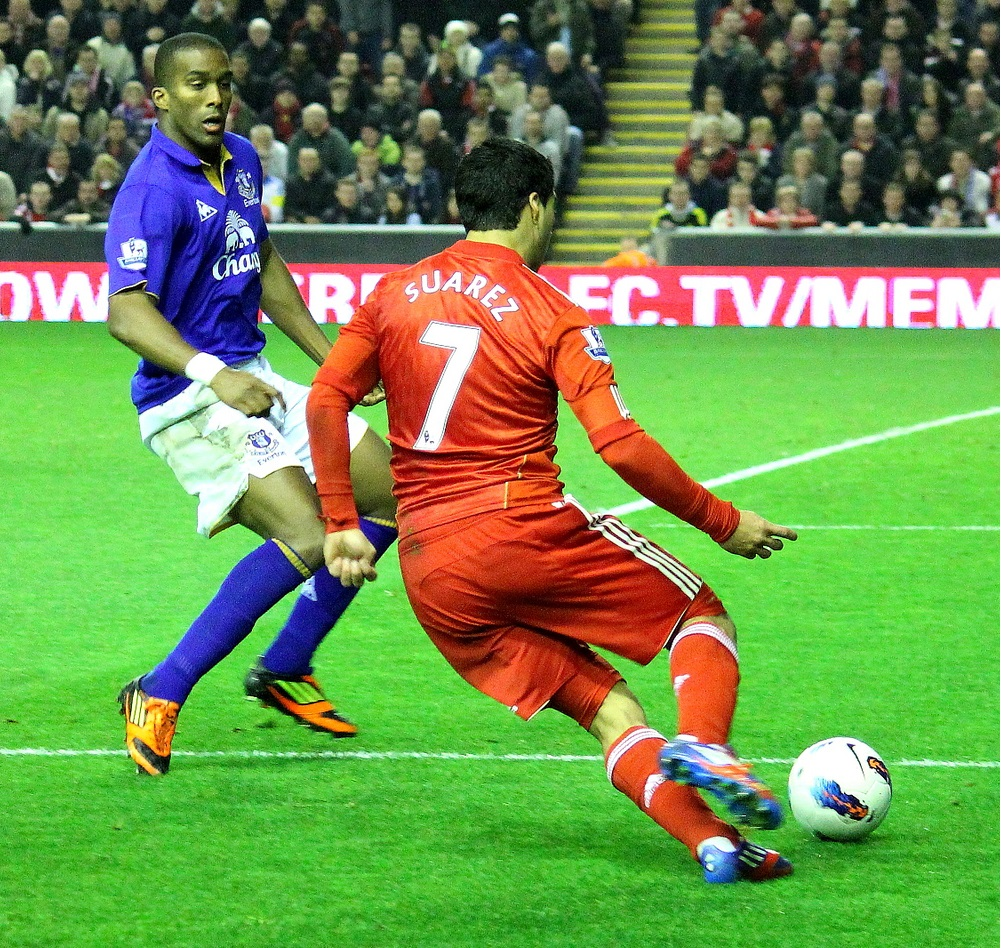
Suárez trong trận đấu Liverpool đối đầu với Sylvain Distin của Everton trong trận Derby Merseyside năm 2012

Suárez tạo ra cơ hội ghi bàn bằng cú sút mạnh mẽ của mình và có "khả năng kỹ thuật đáng chú ý" theo hồ sơ FIFA của anh ấy. Được biết đến với lối chơi lao thẳng vào phía đối thủ, Suárez đặc biệt có sở thích làm đối thủ loạng choạng (đưa bóng qua hai chân họ). Người hâm mộ Liverpool (kèm theo biểu ngữ) thường nói rằng anh ấy rất giỏi, "anh ấy có thể làm xâu kim một nàng tiên cá". Anh thường được nhiều người xem như là một trong những tiền đạo xuất sắc nhất mọi thời đại, Suárez là một cầu thủ ghi bàn năng suất, có sự khác biệt hiếm hoi là trở thành cầu thủ ghi bàn hàng đầu ở ba giải đấu hàng đầu châu Âu, một kỳ tích chỉ có Ruud van Nistelrooy và Cristiano Ronaldo sánh ngang. Ngoài ra, anh là một cầu thủ dứt điểm chính xác bằng cả hai chân, mặc dù thuận chân phải, anh ấy có khả năng ghi bàn từ cả bên trong lẫn bên ngoài vòng cấm.

## Sự cố cắn người tại các giải đấu

#### Eredivisie 2010-2011
Ngày 20 tháng 11 năm 2010, tại vòng 15 giải vô địch bóng đá quốc gia Hà Lan, trong trận đấu giữa Ajax Amsterdam và PSV. Luis Suárez - đội trưởng của Ajax Amsterdam vào thời điểm đó đã cắn vào vai của Ottman Bakkal của PSV trong một tình huống lộn xộn. Trọng tài không thấy được tình huống phi thể thao trên nhưng các góc quay chậm đã thấy được rất rõ hành vi của Luis Suárez với Ottman Bakkal.
Sau trận đấu, liên đoàn bóng đá Hà Lan (KNVB) đã đưa ra án phạt cấm thi đấu 7 trận với Luis Suárez. Chú thích "Suarez: Cannibal của Ajax" (Kẻ ăn thịt người ở Ajax) được tờ De Telegraaf đặt nhằm chỉ trích hành vi phi thể thao trên của Luis Suárez.

#### Premier League 2012–13
Vào ngày 21 tháng 4 năm 2013, trong trận hòa 2–2 với Chelsea tại một trận đấu Ngoại hạng Anh tại Anfield, Suárez đã cắn vào bắp tay của Branislav Ivanović; đây là lần thứ hai Suárez cắn đối thủ. Trọng tài không để ý đến hành động này và Suárez đã ghi bàn gỡ hòa trong thời gian bù giờ. Cú cắn khiến Thủ tướng Anh David Cameron kêu gọi FA có lập trường cứng rắn với Suárez: FA buộc tội anh ta có hành vi bạo lực và anh ta đã bị câu lạc bộ của mình phạt một khoản tiền không được tiết lộ. Trái ngược với những tuyên bố từ Suárez, Ivanović không chấp nhận lời xin lỗi. Suárez đã chấp nhận cáo buộc về hành vi bạo lực nhưng phủ nhận tuyên bố của FA rằng hình phạt tiêu chuẩn là ba trận đấu rõ ràng là không đủ cho hành vi vi phạm của anh ta. Một hội đồng độc lập gồm ba người do FA chỉ định đã quyết định cấm Suárez mười trận, người đã không kháng cáo lệnh cấm; hội đồng chỉ trích Suárez vì không đánh giá cao "mức độ nghiêm trọng" của vụ việc khi anh phản đối lệnh cấm dài hạn. Hội đồng cũng muốn gửi một "thông điệp mạnh mẽ rằng những hành vi đáng chê trách như vậy không có chỗ trong bóng đá", đồng thời lưu ý rằng "tất cả các cầu thủ ở cấp độ cao hơn của đội bóng đều được coi là hình mẫu, có nghĩa vụ hành động một cách chuyên nghiệp và có trách nhiệm, và nêu gương cao nhất về hành vi tốt đối với phần còn lại của bộ môn này - đặc biệt là đối với các cầu thủ trẻ".

#### World Cup 2014
Trong lượt trận thứ 3 bảng D giữa Uruguay và Ý vào phút thứ 79, Suárez bị cho là đã cắn vào vai của cầu thủ hậu vệ Ý Giorgio Chiellini, đây là lần thứ 3 Suárez bị buộc tội này. Án phạt nặng nhất trong lịch sử World Cup là 8 trận bị cấm thi đấu của cầu thủ Ý, Mauro Tassotti vì đã làm gãy mũi Luis Enrique của Tây Ban Nha tại World Cup 1994 ở Hoa Kỳ.
Hai ngày sau đó, hội đồng kỷ luật FIFA đã cấm Suárez đá 9 trận quốc tế kế tiếp, có nghĩa là Suarez không được tiếp tục đá trong giải này. Anh cũng bị cấm không được tham dự các hoạt động đá bóng (kể cả vào cửa một sân vận động đá bóng) trong vòng 4 tháng và bị phạt 100.000 Franc Thụy Sĩ.

## Thống kê sự nghiệp

### Câu lạc bộ
Tính đến 1 tháng 6 năm 2024
| Câu lạc bộ          | Mùa giải            | Vô địch quốc gia           | Vô địch quốc gia | Vô địch quốc gia | Cúp quốc gia | Cúp quốc gia | Cúp liên đoàn | Cúp liên đoàn | Cúp châu lục | Cúp châu lục | Khác | Khác | Tổng cộng | Tổng cộng |
| Câu lạc bộ          | Mùa giải            | Hạng đấu                   | Trận             | Bàn              | Trận         | Bàn          | Trận          | Bàn           | Trận         | Bàn          | Trận | Bàn  | Trận      | Bàn       |
| ------------------- | ------------------- | -------------------------- | ---------------- | ---------------- | ------------ | ------------ | ------------- | ------------- | ------------ | ------------ | ---- | ---- | --------- | --------- |
| Nacional            | 2005–06             | Uruguayan Primera División | 27               | 10               | —            | —            | —             | —             | 3            | 0            | 4    | 2    | 34        | 12        |
| Groningen           | 2006–07             | Eredivisie                 | 29               | 10               | 2            | 1            | —             | —             | 2            | 1            | 4    | 3    | 37        | 15        |
| Ajax                | 2007–08             | Eredivisie                 | 33               | 17               | 3            | 2            | —             | —             | 4            | 1            | 4    | 2    | 44        | 22        |
| Ajax                | 2008–09             | Eredivisie                 | 31               | 22               | 2            | 1            | —             | —             | 10           | 5            | –    | –    | 43        | 28        |
| Ajax                | 2009–10             | Eredivisie                 | 33               | 35               | 6            | 8            | —             | —             | 9            | 6            | —    | —    | 48        | 49        |
| Ajax                | 2010–11             | Eredivisie                 | 13               | 7                | 1            | 1            | —             | —             | 9            | 4            | 1    | 0    | 24        | 12        |
| Ajax                | Tổng cộng           | Tổng cộng                  | 110              | 81               | 12           | 12           | —             | —             | 32           | 16           | 5    | 2    | 159       | 111       |
| Liverpool           | 2010–11             | Premier League             | 13               | 4                | 0            | 0            | 0             | 0             | 0            | 0            | —    | —    | 13        | 4         |
| Liverpool           | 2011–12             | Premier League             | 31               | 11               | 4            | 3            | 4             | 3             | —            | —            | —    | —    | 39        | 17        |
| Liverpool           | 2012–13             | Premier League             | 33               | 23               | 2            | 2            | 1             | 1             | 8            | 4            | —    | —    | 44        | 30        |
| Liverpool           | 2013–14             | Premier League             | 33               | 31               | 3            | 0            | 1             | 0             | —            | —            | —    | —    | 37        | 31        |
| Liverpool           | Tổng cộng           | Tổng cộng                  | 110              | 69               | 9            | 5            | 6             | 4             | 8            | 4            | —    | —    | 133       | 82        |
| Barcelona           | 2014–15             | La Liga                    | 27               | 16               | 6            | 2            | —             | —             | 10           | 7            | —    | —    | 43        | 25        |
| Barcelona           | 2015–16             | La Liga                    | 35               | 40               | 4            | 5            | —             | —             | 9            | 8            | 5    | 6    | 53        | 59        |
| Barcelona           | 2016–17             | La Liga                    | 35               | 29               | 6            | 4            | —             | —             | 9            | 3            | 1    | 1    | 51        | 37        |
| Barcelona           | 2017–18             | La Liga                    | 33               | 25               | 6            | 5            | —             | —             | 10           | 1            | 2    | 0    | 51        | 31        |
| Barcelona           | 2018–19             | La Liga                    | 33               | 21               | 5            | 3            | —             | —             | 10           | 1            | 1    | 0    | 49        | 25        |
| Barcelona           | 2019–20             | La Liga                    | 28               | 16               | 0            | 0            | —             | —             | 7            | 5            | 1    | 0    | 36        | 21        |
| Barcelona           | Tổng cộng           | Tổng cộng                  | 191              | 147              | 27           | 19           | —             | —             | 55           | 25           | 10   | 7    | 283       | 198       |
| Atletico Madrid     | 2020–21             | La Liga                    | 32               | 21               | 0            | 0            | —             | —             | 6            | 0            | —    | —    | 38        | 21        |
| Atletico Madrid     | 2021–22             | La Liga                    | 35               | 11               | 2            | 1            | —             | —             | 7            | 1            | 1    | 0    | 45        | 13        |
| Atletico Madrid     | Tổng cộng           | Tổng cộng                  | 67               | 32               | 2            | 1            | —             | —             | 13           | 1            | 1    | 0    | 83        | 34        |
| Nacional            | 2022                | Uruguayan Primera División | 14               | 8                | 0            | 0            | —             | —             | 2            | 0            | —    | —    | 16        | 8         |
| Grêmio              | 2023                | Série A                    | 33               | 17               | 8            | 2            | —             | —             | —            | —            | 13   | 10   | 54        | 29        |
| Inter Miami         | 2024                | MLS                        | 16               | 12               | —            | —            | —             | —             | 4            | 2            | 0    | 0    | 20        | 14        |
| Tổng cộng sự nghiệp | Tổng cộng sự nghiệp | Tổng cộng sự nghiệp        | 597              | 386              | 60           | 40           | 6             | 4             | 120          | 49           | 37   | 24   | 820       | 503       |

1. ↑  Bao gồm Cúp Hiệp hội Bóng đá Hoàng gia Hà Lan, Cúp FA, Cúp Nhà vua Tây Ban Nha
2. ↑  Bao gồm Cúp Liên đoàn bóng đá Anh
3. ↑  Ra sân ở Copa Libertadores
4. ↑  2 trận và 2 bàn tại Primera División play-off
5. 1 2  Ra sân ở Cúp UEFA
6. 1 2  Ra sân ở Eredivisie play-off
7. ↑  2 trận và 1 bàn ở UEFA Champions League, 2 trận ở cúp UEFA
8. 1 2  Ra sân ở UEFA Europa League
9. 1 2 3 4 5 6 7 8 9  Ra sân ở UEFA Champions League
10. ↑  Ra sân ở cúp Johan Cruyff Shield
11. ↑  1 trận và 1 bàn ở Siêu cúp châu Âu, 2 trận ở Siêu cúp bóng đá Tây Ban Nha, 2 trận và 5 bàn ở Giải vô địch thế giới các câu lạc bộ
12. 1 2 3 4 5  Ra sân ở siêu cúp bóng đá Tây Ban Nha
13. ↑  Ra sân tại Copa Sudamericana
14. ↑  Mười hai lần ra sân và bảy bàn thắng tại Campeonato Gaúcho, một lần ra sân và ba bàn thắng tại Recopa Gaúcha
15. ↑  Ra sân tại CONCACAF Champions Cup

### Đội tuyển quốc gia
| Đội tuyển quốc gia | Năm       | Trận | Bàn |
| ------------------ | --------- | ---- | --- |
| Uruguay            | 2007      | 6    | 2   |
| Uruguay            | 2008      | 10   | 4   |
| Uruguay            | 2009      | 12   | 3   |
| Uruguay            | 2010      | 11   | 7   |
| Uruguay            | 2011      | 13   | 10  |
| Uruguay            | 2012      | 8    | 3   |
| Uruguay            | 2013      | 16   | 9   |
| Uruguay            | 2014      | 6    | 6   |
| Uruguay            | 2016      | 8    | 3   |
| Uruguay            | 2017      | 5    | 2   |
| Uruguay            | 2018      | 11   | 6   |
| Uruguay            | 2019      | 7    | 3   |
| Uruguay            | 2020      | 3    | 4   |
| Uruguay            | 2021      | 12   | 2   |
| Uruguay            | 2021      | 9    | 3   |
| Uruguay            | 2023      | 1    | 0   |
| Uruguay            | 2024      | 4    | 1   |
| Tổng cộng          | Tổng cộng | 142  | 69  |

### Bàn thắng cho đội tuyển quốc gia
Cập nhật: 13 tháng 7 năm 2024
| #   | Ngày                 | Địa điểm                                                     | Đối thủ     | Bàn thắng | Kết quả     | Giải đấu                 |
| --- | -------------------- | ------------------------------------------------------------ | ----------- | --------- | ----------- | ------------------------ |
| 1.  | 13 tháng 10 năm 2007 | Sân vận động Centenario, Montevideo, Uruguay                 | Bolivia     | 1–0       | 5–0         | Vòng loại World Cup 2010 |
| 2.  | 18 tháng 11 năm 2007 | Sân vận động Centenario, Montevideo, Uruguay                 | Chile       | 1–0       | 2–2         | Vòng loại World Cup 2010 |
| 3.  | 6 tháng 2 năm 2008   | Sân vận động Centenario, Montevideo, Uruguay                 | Colombia    | 2–2       | 2–2         | Giao hữu                 |
| 4.  | 25 tháng 5 năm 2008  | Ruhrstadion, Bochum, Đức                                     | Thổ Nhĩ Kỳ  | 1–0       | 3–2         | Giao hữu                 |
| 5.  | 25 tháng 5 năm 2008  | Ruhrstadion, Bochum, Đức                                     | Thổ Nhĩ Kỳ  | 2–2       | 3–2         | Giao hữu                 |
| 6.  | 28 tháng 5 năm 2008  | Sân vận động Ullevaal, Oslo, Na Uy                           | Na Uy       | 1–1       | 2–2         | Giao hữu                 |
| 7.  | 10 tháng 6 năm 2009  | Sân vận động Polideportivo Cachamay, Puerto Ordaz, Venezuela | Venezuela   | 1–1       | 2–2         | Vòng loại World Cup 2010 |
| 8.  | 9 tháng 9 năm 2009   | Sân vận động Centenario, Montevideo, Uruguay                 | Colombia    | 1–0       | 3–1         | Vòng loại World Cup 2010 |
| 9.  | 10 tháng 10 năm 2009 | Sân vận động Olympic Atahualpa, Quito, Ecuador               | Ecuador     | 1–1       | 2–1         | Vòng loại World Cup 2010 |
| 10. | 3 tháng 3 năm 2010   | AFG Arena, St. Gallen, Thụy Sĩ                               | Thụy Sĩ     | 2–1       | 3–1         | Giao hữu                 |
| 11. | 22 tháng 6 năm 2010  | Sân vận động Royal Bafokeng, Rustenburg, Nam Phi             | México      | 1–0       | 1–0         | World Cup 2010           |
| 12. | 26 tháng 6 năm 2010  | Sân vận động Nelson Mandela Bay, Port Elizabeth, Nam Phi     | Hàn Quốc    | 1–0       | 2–1         | World Cup 2010           |
| 13. | 26 tháng 6 năm 2010  | Sân vận động Nelson Mandela Bay, Port Elizabeth, Nam Phi     | Hàn Quốc    | 2–1       | 2–1         | World Cup 2010           |
| 14. | 8 tháng 10 năm 2010  | Sân vận động Gelora Bung Karno, Jakarta, Indonesia           | Indonesia   | 2–1       | 7–1         | Giao hữu                 |
| 15. | 8 tháng 10 năm 2010  | Sân vận động Gelora Bung Karno, Jakarta, Indonesia           | Indonesia   | 3–1       | 7–1         | Giao hữu                 |
| 16. | 8 tháng 10 năm 2010  | Sân vận động Gelora Bung Karno, Jakarta, Indonesia           | Indonesia   | 5–1       |             | Giao hữu                 |
| 17. | 8 tháng 6 năm 2011   | Sân vận động Centenario, Montevideo, Uruguay                 | Hà Lan      | 1–0       | 1–1         | Giao hữu                 |
| 18. | 4 tháng 7 năm 2011   | Sân vận động Bicentenario, San Juan, Argentina               | Perú        | 1–1       | 1–1         | Copa América 2011        |
| 19. | 19 tháng 7 năm 2011  | Sân vận động Ciudad de La Plata, La Plata, Argentina         | Perú        | 1–0       | 2–0         | Copa América 2011        |
| 20. | 19 tháng 7 năm 2011  | Sân vận động Ciudad de La Plata, La Plata, Argentina         | Perú        | 2–0       | 2–0         | Copa América 2011        |
| 21. | 24 tháng 7 năm 2011  | Sân vận động Monumental, Buenos Aires, Argentina             | Paraguay    | 1–0       | 3–0         | Copa América 2011        |
| 22. | 7 tháng 10 năm 2011  | Sân vận động Centenario, Montevideo, Uruguay                 | Bolivia     | 1–0       | 4–2         | Vòng loại World Cup 2014 |
| 23. | 11 tháng 11 năm 2011 | Sân vận động Centenario, Montevideo, Uruguay                 | Chile       | 1–0       | 4–0         | Vòng loại World Cup 2014 |
| 24. | 11 tháng 11 năm 2011 | Sân vận động Centenario, Montevideo, Uruguay                 | Chile       | 2–0       | 4–0         | Vòng loại World Cup 2014 |
| 25. | 11 tháng 11 năm 2011 | Sân vận động Centenario, Montevideo, Uruguay                 | Chile       | 3–0       | 4–0         | Vòng loại World Cup 2014 |
| 26. | 11 tháng 11 năm 2011 | Sân vận động Centenario, Montevideo, Uruguay                 | Chile       | 4–0       | 4–0         | Vòng loại World Cup 2014 |
| 27. | 25 tháng 5 năm 2012  | Sân vận động Lokomotiv, Moskva, Nga                          | Nga         | 1–0       | 1–1         | Giao hữu                 |
| 28. | 10 tháng 6 năm 2012  | Sân vận động Centenario, Montevideo, Uruguay                 | Perú        | 1–0       | 4–2         | Vòng loại World Cup 2014 |
| 29. | 16 tháng 10 năm 2012 | Sân vận động Hernando Siles, La Paz, Bolivia                 | Bolivia     | 1–4       | 1–4         | Vòng loại World Cup 2014 |
| 30. | 14 tháng 11 năm 2012 | PGE Arena, Gdańsk, Ba Lan                                    | Ba Lan      | 3–1       | 3–1         | Giao hữu                 |
| 31. | 22 tháng 3 năm 2013  | Sân vận động Centenario, Montevideo, Uruguay                 | Paraguay    | 1–0       | 1–1         | Vòng loại World Cup 2014 |
| 32. | 5 tháng 6 năm 2013   | Sân vận động Centenario, Montevideo, Uruguay                 | Pháp        | 1–0       | 1–1         | Giao hữu                 |
| 33. | 23 tháng 6 năm 2013  | Arena Pernambuco, Recife, Brasil                             | Tahiti      | 1–2       | 1–2         | Confed Cup 2013          |
| 34. | 23 tháng 6 năm 2013  | Arena Pernambuco, Recife, Brasil                             | Tahiti      | 7–0       | 8–0         | Confed Cup 2013          |
| 35. | 23 tháng 6 năm 2013  | Arena Pernambuco, Recife, Brasil                             | Tahiti      | 8–0       | 8–0         | Confed Cup 2013          |
| 36. | 14 tháng 8 năm 2013  | Sân vận động Miyagi, Rifu, Nhật Bản                          | Nhật Bản    | 3–0       | 4–2         | Giao hữu                 |
| 37. | 6 tháng 9 năm 2013   | Sân vận động Quốc gia Peru, Lima, Peru                       | Perú        | 1–0       | 2–1         | Vòng loại World Cup 2014 |
| 38. | 6 tháng 9 năm 2013   | Sân vận động Quốc gia Peru, Lima, Peru                       | Perú        | 2–0       | 2–1         | Vòng loại World Cup 2014 |
| 39. | 15 tháng 10 năm 2013 | Sân vận động Centenario, Montevideo, Uruguay                 | Argentina   | 2–1       | 3–2         | Vòng loại World Cup 2014 |
| 40. | 19 tháng 6 năm 2014  | Arena Corinthians, São Paulo, Brasil                         | Anh         | 1–0       | 2–1         | World Cup 2014           |
| 41. | 19 tháng 6 năm 2014  | Arena Corinthians, São Paulo, Brasil                         | Anh         | 2–1       | 2–1         | World Cup 2014           |
| 42. | 13 tháng 10 năm 2014 | Khu liên hợp thể thao Sultan Qaboos, Muscat, Oman            | Oman        | 1–0       | 3–0         | Giao hữu                 |
| 43. | 13 tháng 10 năm 2014 | Khu liên hợp thể thao Sultan Qaboos, Muscat, Oman            | Oman        | 2–0       | 3–0         | Giao hữu                 |
| 44. | 13 tháng 11 năm 2014 | Sân vận động Centenario, Montevideo, Uruguay                 | Costa Rica  | 1–1       | 3–3         | Giao hữu                 |
| 45. | 25 tháng 3 năm 2016  | Arena Pernambuco, Recife, Brasil                             | Brasil      | 2–2       | 2–2         | Vòng loại World Cup 2018 |
| 46. | 6 tháng 9 năm 2016   | Sân vận động Centenario, Montevideo, Uruguay                 | Paraguay    | 3–0       | 4–0         | Vòng loại World Cup 2018 |
| 47. | 11 tháng 10 năm 2016 | Sân vận động đô thị Roberto Meléndez, Barranquilla, Colombia | Colombia    | 2–1       | 2–2         | Vòng loại World Cup 2018 |
| 48. | 10 tháng 10 năm 2017 | Sân vận động Centenario, Montevideo, Uruguay                 | Bolivia     | 3–1       | 4–2         | Vòng loại World Cup 2018 |
| 49. | 10 tháng 10 năm 2017 | Sân vận động Centenario, Montevideo, Uruguay                 | Bolivia     | 4–1       | 4–2         | Vòng loại World Cup 2018 |
| 50. | 23 tháng 3 năm 2017  | Trung tâm Thể thao Quảng Tây, Nam Ninh, Trung Quốc           | Séc         | 1–0       | 2–0         | Cúp Trung Quốc 2018      |
| 51. | 7 tháng 6 năm 2018   | Sân vận động Centenario, Montevideo, Uruguay                 | Uzbekistan  | 2–0       | 3–0         | Giao hữu                 |
| 52. | 20 tháng 6 năm 2018  | Rostov Arena, Rostov-on-Don, Nga                             | Ả Rập Xê Út | 1–0       | 1–0         | World Cup 2018           |
| 53. | 25 tháng 6 năm 2018  | Cosmos Arena, Samara, Nga                                    | Nga         | 1–0       | 3–0         | World Cup 2018           |
| 54. | 7 tháng 8 năm 2019   | Sân vận động NRG, Houston, Hoa Kỳ                            | México      | 2–1       | 4–1         | Giao hữu                 |
| 55. | 7 tháng 8 năm 2019   | Sân vận động NRG, Houston, Hoa Kỳ                            | México      | 3–1       | 4–1         | Giao hữu                 |
| 56. | 7 tháng 6 năm 2019   | Sân vận động Centenario, Montevideo, Uruguay                 | Panamá      | 2–0       | 3–0         | Giao hữu                 |
| 57. | 16 tháng 6 năm 2019  | Sân vận động Maracanã, Rio de Janeiro, Brasil                | Ecuador     | 3–0       | 4–0         | Copa América 2019        |
| 58. | 20 tháng 6 năm 2019  | Arena do Grêmio, Porto Alegre, Brasil                        | Nhật Bản    | 1–1       | 2–2         | Copa América 2019        |
| 59. | 18 tháng 11 năm 2019 | Sân vận động Bloomfield, Tel Aviv, Israel                    | Argentina   | 2–1       | 2–2         | Giao hữu                 |
| 60. | 8 tháng 10 năm 2020  | Sân vận động Centenario, Montevideo, Uruguay                 | Chile       | 1–0       | 2–1         | Vòng loại World Cup 2022 |
| 61. | 13 tháng 10 năm 2020 | Sân vận động Rodrigo Paz Delgado, Quito, Ecuador             | Ecuador     | 1–4       | 2–4         | Vòng loại World Cup 2022 |
| 62. | 13 tháng 10 năm 2020 | Sân vận động Rodrigo Paz Delgado, Quito, Ecuador             | Ecuador     | 2–4       | 2–4         | Vòng loại World Cup 2022 |
| 63. | 13 tháng 11 năm 2020 | Sân vận động đô thị Roberto Meléndez, Barranquilla, Colombia | Colombia    | 2–0       | 3–0         | Vòng loại World Cup 2022 |
| 64. | 21 tháng 6 năm 2021  | Arena Pantanal, Cuiabá, Brasil                               | Chile       | 1–1       | 1–1         | Copa América 2021        |
| 65. | 14 tháng 10 năm 2021 | Arena da Amazônia, Manaus, Brasil                            | Brasil      | 1–3       | 1–4         | Vòng loại World Cup 2022 |
| 66. | 27 tháng 1 năm 2022  | Sân vận động General Pablo Rojas, Asunción, Paraguay         | Paraguay    | 1–0       | 1–0         | Vòng loại World Cup 2022 |
| 67. | 1 tháng 2 năm 2022   | Sân vận động Centenario, Montevideo, Uruguay                 | Venezuela   | 4–0       | 4–1         | Vòng loại World Cup 2022 |
| 68. | 29 tháng 3 năm 2022  | Sân vận động San Carlos de Apoquindo, Santiago, Chile        | Chile       | 1–0       | 2–0         | Vòng loại World Cup 2022 |
| 69. | 13 tháng 7 năm 2024  | Sân vận động Hard Rock, Miami Gardens, Florida, Hoa Kỳ       | Canada      | 2–2       | 2–2 (4–3 p) | Copa América 2024        |

## Danh hiệu
Nacional
- Uruguayan Primera División: 2005–06, 2022[93]
- Torneo Clausura: 2005–06, 2022[94]

Ajax
- Eredivisie: 2010–11[95][96]
- KNVB Cup: 2009–10

Liverpool
- Football League Cup: 2011–12

Barcelona
- La Liga: 2014–15, 2015–16, 2017–18, 2018–19
- Copa del Rey: 2014–15, 2015–16, 2016–17, 2017–18
- Supercopa de España: 2016, 2018
- UEFA Champions League: 2014–15
- UEFA Super Cup: 2015
- FIFA Club World Cup: 2015

Atlético Madrid
- La Liga: 2020–21[97]

Grêmio
- Campeonato Gaúcho: 2023[98]
- Recopa Gaúcha: 2023[99]

Inter Miami
- Supporters' Shield: 2024[100]

Uruguay
- Copa América: 2011

Cá nhân
- Đội hình toàn sao FIFA World Cup: 2010[101]
- Vua phá lưới Eredivise: 2009–10[102]
- Vua kiến tạo Eredivisie: 2008–09[103]
- Vua phá lưới Cúp bóng đá Hà Lan: 2009–10
- Cầu thủ xuất sắc nhất Copa América: 2011[104]
- Đội hình của mùa giải Copa América: 2011[105]
- Cầu thủ xuất sắc nhất mùa giải Hà Lan: 2009-10
- Cầu thủ xuất sắc nhất trong năm của Ajax (2): 2008–09, 2009–10
- Vua phá lưới vòng loại World Cup: 2014
- Cầu thủ xuất sắc nhất mùa của Liverpool: 2012–13[106]2013–14[28]
- Chiếc giày vàng Châu Âu: 2013-14 (bằng số bàn thắng với Cristiano Ronaldo) , 2015-16[107][108]
- Cầu thủ xuất sắc nhất Ngoại hạng Anh (do PFA và FWA): 2013–14
- Cầu thủ Ngoại hạng Anh xuất sắc nhất mùa giải: Giải bóng đá Ngoại hạng Anh 2013–14[109]
- Chiếc giày vàng Premier League: 2013–14[109]
- Đội hình tiêu biểu Ngoại Hạng Anh (PFA): 2012–13, 2013–14
- Vua phá lưới La Liga: 2015-16
- Đội hình tiêu biểu La Liga: 2015–16, 2016–17
- Cầu thủ xuất sắc nhất năm của Barcelona: 2015–16
- FIFA FIFPro World XI: 2016
- Đội hình xuất sắc nhất năm của UEFA: 2015, 2016
- Quả bóng vàng FIFA Club World Cup: 2015[110]
- Chiếc giày vàng FIFA Club World Cup: 2015[110]